# 호세 칸세코
호세 칸세코 카파스 주니어(스페인어: José Canseco Capas, Jr., 1964년 7월 2일 ~ )는 쿠바계 미국인 전 메이저 리그 베이스볼 외야수이자 지명 타자이다. 칸세코는 자신의 선수 경력 동안에 경기력 향상 약물을 복용한 것을 인정하였고, 2005년 메이저 리그 베이스볼 선수들이 약물을 복용한 막대한 다수를 주장한 책 《Juiced:Wild Times, Rampant 'Roids, Smash Hits & How Baseball Got Big》을 썼다. 메이저 리그 베이스볼에서 은퇴한 후, 그는 또한 권투와 종합격투기에 나갔다.
그는 전 메이저 리그 선수 아지 칸세코의 일란성 쌍둥이 형제이다.

## 어린 시절
쿠바 아바나에서 호세 1세와 바르바라 칸세코 사이에 태어났다. 1959년 피델 카스트로가 권력으로 들어올 때 석유와 가솔린 주식회사 에소를 위한 영역 담당자임은 물론 겸임 영어 교사였던 그의 부친은 직업을 잃어 결국 자신의 집마저 잃었다. 1965년 쌍둥이 형제가 1살 때 가족은 쿠바를 떠날 수 있었고, 호세 1세가 다른 석유와 가솔린 회사 아모코의 영역 담당자와 겸임 경비원이 된 플로리다주 마이애미에 정착하였다. 어린 호세 칸세코는 자신이 시니어 해까지 대표 팀에 이루는 데 실패한 마이애미 코랄파크 고등학교에서 야구를 하였다. 그는 자신의 주니어 해에 주니어 대표 팀의 MVP로 임명되었다. 1982년에 졸업하여 오클랜드 애슬레틱스에 의하여 드래프트되었다.

## 야구 경력 (1982 ~ 2001)

### 마이너 리그 (1982 ~ 1985)
1982년 메이저 리그 베이스볼 드래프트의 15번째 라운드에서 칸세코는 애슬레틱스에 의하여 드래프트되었으며, 그는 메드포드 애슬레틱스, 매디슨 머스키스, 아이다호폴스 애슬레틱스와 모데스토 애슬레틱스를 위하여 마이너 리그 베이스볼에서 활약하였다. 그는 1985년 시즌을 클래스 AA 헌츠빌 스타스와 함께 시작하였고, 조 데이비스 스타디움의 뒤에 있는 메모리얼 파크웨이로 가까이 간 자신의 긴 홈런들로 "파크웨이 호세"로 알려지게 되었다.

### 메이저 리그 (1985 ~ 2001)

#### 오클랜드 애슬레틱스 (1985 ~ 92)
1985년 칸세코는 올해의 베이스볼 아메리카 마이너 리그 선수 상을 수상하였고 오클랜드 애슬레틱스를 위하여 늦은 시즌의 소집 인원이었다. 그는 9월 2일에 자신의 메이저 리그 데뷔를 하여 볼티모어 오리올스를 상대로 자신의 하나의 타수에서 스트라이크아웃 시켰다. 그의 첫 안타는 9월 7일 뉴욕 양키스의 론 기드리로였으며, 9월 9일 자신의 첫 홈런은 텍사스 레인저스의 제프 러셀로부터였다. 그는 그해에 메이저 리그에서 29개의 경기들을 활약하였다. 그는 1986년자신의 첫 전임 시즌에 33개의 홈런과 117개의 타점과 함께 올해의 아메리칸 리그 신인 선수로 임명되어 자신을 설립하였다.
1987년 마크 맥과이어가 애슬레틱스에 칸세코에게 가입하였으며, 맥과이어는 그해에 49개의 홈런을 치고 또한 올해의 아메리칸 리그 신인 선수로 임명되었으나 순수 신인으로 치자면 2014년 호세 아브레유가 세운 36개가 최다 홈런 기록이며 아메리칸 리그와 내셔널 리그를 포괄하면 2017년 코디 벨린저의 39개(내셔널 리그)가 역대 메이저리그 순수신인 최다홈런 기록이었지만 2019년 8월 19일 피트 알론소가 40홈런을 쳐 신기록이 세워졌다. 함께 그와 칸세코는 "강타의 형제들"로 알려진 무시무시한 공격적 협동을 이루었다.

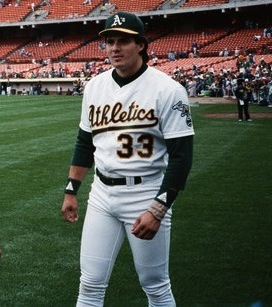
1989년의 칸세코

1988년 4월 칸세코는 다가오는 시즌에서 최소한 40개의 홈런을 치고, 30개의 본루를 도루할 것을 보증하였다. 그는 42개의 홈런과 40개의 도루를 기록하러 갔으며, 단 하나의 시즌에 40-40의 평점을 치는 데 메이저 리그 베이스볼 역사상 첫 선수가 되었다. 그의 기록의 인정에서 자신의 모교 앞의 거리는 그의 이름을 땄으나 그가 자신의 경력을 통하여 이전의 약물 복용한 것을 인정한 후에 2008년 철폐되었다. 동년에 카네스코가 4개의 경기들에서 3개의 홈런과 .313의 타구 평균을 가진 시리즈를 위하여 아메리칸 리그 챔피언십 시리즈에서 그는 애슬레틱스가 보스턴 레드삭스를 휩쓰는 데 도움을 주었다. 애슬레틱스는 그러고나서 아메리칸 리그에서 최고의 타자가 최고의 투수이자 내셔널 리그의 사이 영 상 수상자 오렐 허샤이저가 나온 짝짓기인 월드 시리즈에서 로스앤젤레스 다저스를 만났다. 다저스는 애슬레틱스를 5개의 경기들에서 전복시켰다. 칸세코는 자신의 첫 공식적 월드 시리즈 타수에서 1번째 경기에서 만루 홈런을 쳤다. 그는 .307의 타구 평균, 120개의 득점, 124개의 타점, 42개의 홈런과 40개의 도루와 함께 만장 일치로 1988년 아메리칸 리그 MVP로 임명되었다.
1989년 칸세코는 손목이 부러져 정규 시즌의 65개를 제외한 전부의 경기들을 놓쳤고, 시즌의 자신의 절반에서 단 하나의 경기에 활약하지 않음에 불구하고 그는 아메리칸 리그 올스타 팀을 위하여 출발 외야수로 투표되어 1974년 이래 애슬레틱스가 자신들의 첫 월드 시리즈를 우승하면서 17개의 홈런을 치는 데 해냈으며 4개의 경기들에서 샌프란시스코 자이언츠를 꺾었다. 칸세코는 .323의 타구 평균과 토론토 블루제이스를 상대로 아메리칸 리그 챔피언십 시리즈에서 스카이 돔의 상갑판에 도달한 하나를 포함한 2개의 홈런을 위한 완고한 공식 이후의 시즌 타구를 가졌다. 월드 시리즈에서 자이언츠를 상대로 그는 3번째 경기에서 홈런과 함께 .357의 평균을 위하여 안타하였다. 그해의 월드 시리즈는 샌프란시스코 베이 지역에서 일어난 주요 지진에 의하여 3번째 경기가 열리기 전에 방해되었다.
칸세코는 1990년에 형성하러 돌아왔고 주니어 순회에서 가장 많은 투표들과 함께 올스타 경기로 선발되었다. 정규 시즌 동안에 그는 그해 후기에 등의 문제로 방해되었음에 불구하고 37개의 홈런을 쳤다. 이 시즌 동안에 그는 당시 메이저 리그 베이스볼 역사상 그를 최고의 봉급 선수로 만든 당시의 기록 5년/23.5백만 달러의 계약이 주어졌다. 애슬레틱스는 다시 한번 월드 시리즈에 돌아왔으나 4개의 경기들에서 신시내티 레즈에 의하여 휩쓸어졌다. 칸세코는 지속적으로 생산적이었으며 MVP 비밀 투표에서 4위를 하는 동안에 1991년 44개의 홈런을 쳐 자신 경력의 두번째 홈런 크라운(디트로이트 타이거스의 세실 필더와 동점)을 잡았다.
1986년부터 1991년까지 애슬레틱스와 함께 하면서 1989년과 1990년 사이에 부상으로 인하여 거칠게 120개의 경기들을 놓침에 불구하고 칸세코는 한해에 34개의 홈런을 평균하여 올해의 아메리칸 신인 선수 명예들, 2개의 홈런 타이틀, 1개의 MVP 상, 3개의 실버 슬러거 상, 3개의 아메리칸 리그 페넌트, 1개의 월드 시리즈 반지, 8개의 공식 이후의 시즌 홈런을 획득하였고 자신의 첫 6개의 완전한 메이저 리그 시즌들에서 3개의 올스타 경기들로 선발되었다.

#### 텍사스 레인저스 (1992 ~ 94)
1992년 8월 31일 경기의 도중과 그가 갑판의 동아리에 있는 동안에 애슬레틱스는 루벤 시에라, 제프 러셀과 바비 윗을 위하여 칸세코를 텍사스 레인저스로 이적시켰다.
1993년 5월 26일 클리블랜드 인디언스를 상대러 경기가 열리는 동안에 카를로스 마르티네스가 자신이 경고 트랙을 지나고 있으면서 칸세코가 보지 못한 플라이를 쳤다. 공은 그의 머리를 치고 홈런을 위하여 벽으로 튀었다. 1998년 디스 위크 베이스볼이 쇼의 첫 21년의 거대한 역회전시킨 높은 공을 평가한 그때 칸세코가 쓴 모자는 세스 스워스키 콜렉션에 있다. 그 사건 이후에 해리스버그 히트는 그에게 축구 계약을 제공하였다. 3일 후에 칸세코는 그의 감독 케빈 케네디에게 보스턴 레드삭스에 패한 낙승의 8회를 투구하게 할 수 있도록 의문하였다. 그는 자신의 팔에 부상을 입어 토미 존 수술을 받고 시즌의 나머지를 위하여 패하였다. 자신의 투구 출연에서 칸세코는 2개의 안타, 3개의 4구에 의한 출루에 3개의 득점을 허용하였고 33개의 투구를 던졌으나 스트라이크를 위하여 단 12개 만을 던졌다.
1994년 짧아진 야구 파업 시즌에 칸세코는 111개의 경기들에서 31개의 홈런과 90개의 타점과 함께 자신의 힘있는 타자의 전 지위로 다시 돌아왔다. 칸세코는 또한 15개의 도루를 가지고 .282의 타구 평균을 표지하였다. 그는 그해에 복귀 선수로 임명되었고 아메리칸 리그 MVP 선수 투표에서 11위를 하였다.

#### 보스턴 레드삭스 (1995 ~ 96)
1992년부터 1994년까지 레인저스를 위하여 활약한 후, 칸세코는 전 MVP 로저 클레멘스와 최종적 그해의 MVP 모 본과 함께 보스턴 레드삭스로 옮겼다. 레드삭스는 아메리칸 리그 디비전 시리즈로 나가는 데 아메리칸 리그 동부 디비전 타이틀을 사로 잡아 그의 최고 시즌 1988년 이래 정규 시즌을 위하여 .306의 타구 평균과 함께 자신이 24개의 홈런을 친 5년에 칸세코의 첫 공식 이후의 시즌으로 만들었다. 제시 오로스코를 상대로 그의 1995년 시즌의 마지막 홈런은 자신 경력을 위하여 칸세코의 300번째였다. 1996년 칸세코는 올스타 브레이크에 의하여 거대한 첫 절반의 타구 26개의 홈런을 가졌으나 등의 부상으로 인하여 8월과 9월의 일부 동안에 출장 못하게 되었다. 그는 96개의 경기들에서 28개의 홈런과 함께 시즌을 끝냈다.

#### 애슬레틱스로 복귀 (1997)
1997년 1월 그는 오클랜드 애슬레틱스로 이적되어 강타의 형제 마크 맥과이어와 다시 재결합하였다. 건강 유지를 위하여 칸세코는 시즌으로 출발을 약속하여 첫 절반에서 83개의 경기들을 활약하고 올스타 브레이크에 의하여 18개의 홈런을 쳤으나 그의 시즌은 또다시 부상으로 인하여 짧아졌다. 시즌의 그의 23개의 홈런들은 애슬레틱스의 유니폼에서 총 254개를 그에게 주어 프랜차이즈 역사상 4번째를 위하여 좋았다. 같은 시즌에 세인트루이스 카디널스로 이적된 맥과이어는 363개와 함께 애슬레틱스를 위하여 사상의 지도자였다.

#### 토론토 블루제이스 (1998)
1년의 2백만 달러의 계약을 맺은 후, 칸세코는 1998년 토론토 블루제이스와 함께 다시 생산적인 시즌을 가졌다. 자신 경력의 처음으로 그는 자신의 전통적 33번보다 시즌의 첫 부분을 위하여 44번으로 전향하였다. 그는 7년에 그의 최고의 151개의 경기들에서 활약하여 시즌을 끝냈다. 지명 타자와 외야수로서 갈라진 의무들에 그는 경력 사상 46개의 홈런을 쳐 아메리칸 리그에서 3번째로 최고였으며, 1988년 40개의 도루를 가진 이래 가장 많은 29개를 도루하였다. 그는 아메리칸 리그 실버 슬러거 상을 수상하였으나 그의 복귀는 마크 맥과이어와 새미 소사 사이에 내셔널 리그에서 홈런 경주의 이유로 수많은 팬들에 의하여 놓쳐지고 말았다.

### 최종의 시즌들 (1999 ~ 2001)
1999년 칸세코는 탬파베이 데블 레이스로 갔으며 4월 폭풍적 10개의 홈런을 치고 올스타 브레이크에 의하여 총 31개에 의하여 아메리칸 리그를 차지하였다. 시즌을 위하여 60개의 이상의 홈런을 위한 구속에 그는 지명 타자로서 아메리칸 리그 올스타 팀으로 투표되어 7년에 자신의 첫 올스타 선발을 만들었다. 하지만 여름의 중반 클래식이 있기 전에 자신의 등에 부상을 입고, 전 강타의 형제 맥과이어와 함께 참가할 계획을 세운 펜웨이 파크에서 열린 홈런 더비는 물론 경기를 놓쳤다. 그는 그해의 마지막 부분을 위하여 돌아오려 하였고 1999년 시즌을 위하여 34개의 홈런과 함께 끝냈다. 그는 데블 레이스와 2000년 시즌을 시작하여 61개의 경기들에서 9개 만의 홈런을 치고 8월 뉴욕 양키스가 칸세코에게 비슷한 역할을 이행한 4명의 다른 선수들을 가지면서 양키스의 감독 조 토리를 포함한 많은이들을 잡은 양키스에 의한 공개 이적을 주장하였다. 뉴욕 메츠를 상대로 2000년 월드 시리즈에서 단 하나의 본루 출연에서 스트라이크아웃 하였으나 양키스가 메츠를 5개의 경기들에서 꺾을 때 자신의 2번째 월드 시리즈 반지를 받았다.
칸세코는 애너하임 에인절스에 의하여 삭감된 후 2001년 시카고 화이트삭스와 함께 활약하여 독립적 애틀랜틱 리그의 뉴어크 베어스와 함께 시즌의 절반을 보냈다. 화이트삭스의 지명 타자로서 그는 그해 8월 1일 캔자스시티 로열스를 상대로 자신 경력의 마지막 다수의 홈헌 경기를 포함한 76개의 경기들에서 16개의 홈런과 49개의 타점과 함께 시즌을 끝냈다. 그의 462번째이자 마지막 경력 홈런이 볼티모어 오리올스의 마이크 무시나를 상대로 왔다. 2002년 칸세코는 몬트리올 엑스포스에 의하여 계약이 맺어졌으나 정규 시즌에 대비하여 나오고 말았다. 칸세코는 화이트삭스의 트리플 A 계열 팀 샬럿 나이츠와 함께 어쩌다 활약한 후 5월에 은퇴하였다.

#### 수상과 하이라이트
2016년으로 봐서 그의 462개의 홈런은 메이저 리그 베이스볼 사상 명단에 그를 35위로 놓았다. 칸세코는 라티노 선수들 중에 홈런에서 한번 사상의 지도 선수였으며, 그는 후에 매니 라미레스, 앨버트 푸홀스, 데이비드 오르티스, 카를로스 델가도, 라파엘 팔메이로, 알렉스 로드리게스와 새미 소사에 의하여 초월되었다. 그는 4개의 다른 클럽들을 위하여 30개 이상의 홈런을 치는 데 첫 선수였다 - '86년 오클랜드에서 33개, '94년 텍사스에서 31개, '98년 토론토에서 46개와 '99년 탬파베이에서 34개. 칸세코는 4회의 실버 슬러거 상으로 구별되었으며, 1988년, 1990년, 1991년 아메리칸 리그의 외야수로서 3번, 1998년 지명 타자로서 1번이었다. 그는 254개의 홈런과 함께 애슬레틱스 역사상 4위에 놓였고 그는 400개의 홈런과 200개의 도루와 함께 메이저 리그 베이스볼 역사상 11명의 선수들 중의 하나이다. 자신 경력의 후반 동안에 많은 부상에 불구하고 칸세코는 162개의 모든 경기들에 40개의 홈런과 121개의 타점을 평균하였다.

### 독립 리그 경력
2006년 골든 베이스볼 리그는 칸세코가 샌디에이고 서프도그스와 함께 활약하는 데 1년의 계약으로 동의하였다고 공고하였다. 리그는 칸세코가 그 약물 시험 정책으로 종속시키는 데 동의하였다고 말하였다. 서프도그스와 함께 하나의 경기를 활약한 후, 칸세코는 2006년 7월 5일 롱비치 아마다로 이적되었다. 7월 31일 그는 골든 베이스볼 리그의 홈런 더비를 우승하였다.
칸세코는 2010년 8월 14일 유나이티드 베이스볼 리그의 라레도 브롱코스아 함께 짧은 기간의 처리에 계약을 맺었다. 그는 벤치 코치와 지명 타자로 지냈다.

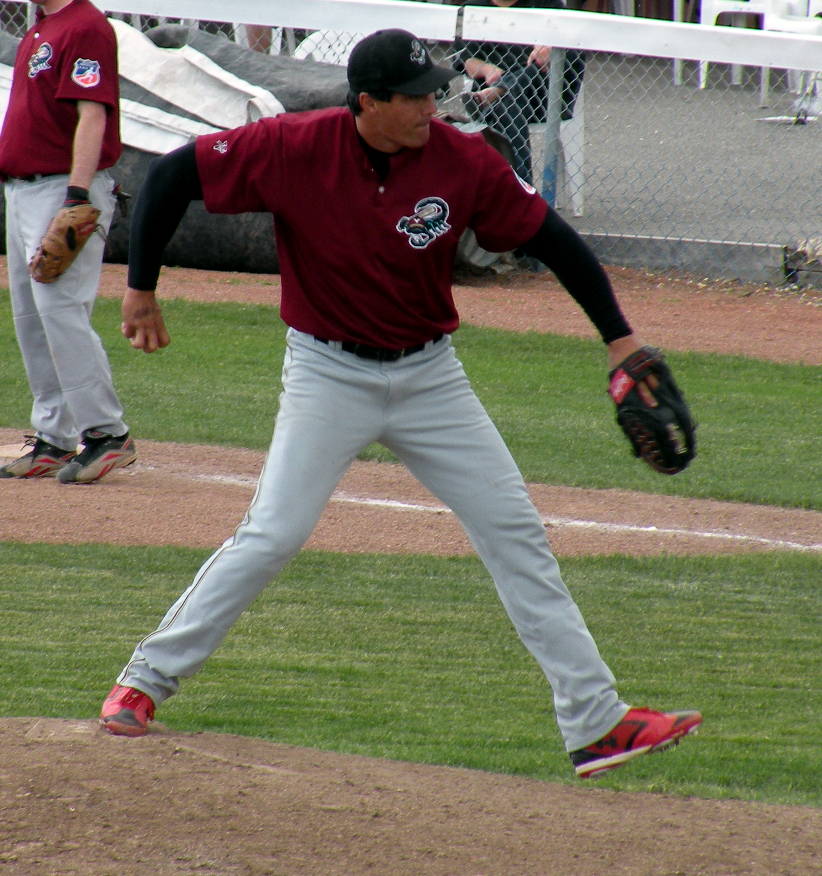
전형적으로 지명 타자인 칸세코는 유마 스코피언스 함께 몇번 투수로서 쌓아 올렸다.

2011년 4월 11일 칸세코는 노스아메리칸 리그의 유마 스코피언스와 함께 선수 겸 감독으로서 처리에 계약을 맺었다.
2012년 칸세코는 멕시칸 리그의 킨타나 로 티그레스에 가입하였으나 보고적으로 테스토스테론 복용으로 금지되었다.
4월 20일 프로 야구의 커네이디언 아메리칸 협회의 우스터 토네이도스는 그들이 1달에 1천 달러의 월급을 위하여 하나의 시즌 계약으로 칸세코를 맺었다고 공고하였다. 8월의 시작에 그는 자신의 월급을 받지 않는 의심으로 토네이도스를 떠났다. 칸세코는 빠르게 노스아메리칸 리그의 리오그란데 밸리 화이트윙스와 계약을 맺었다. 하지만 그의 데뷔는 가족의 비상으로 인하여 연기되고 말았다.
2013년 초순에 칸세코는 텍사스 겨울 리그에서 활약하였으나 본루에서 3 루 16 타만이었다. 그는 그해 시즌을 시작하는 데 유나이티드 리그의 포트워스 캣츠와 계약을 맺었다.

### 아마추어 성인 야구 (2011 & 2016)
2011년 3월 칸세코는 로스앤젤레스에서 퍼시픽 코스트 베이스볼 리그에서 밸리 레이스와 함께 약간의 경기에서 활약하였다.
2016년 칸세코는 35개 이상의 MSBL 라스베이거스 오픈의 내셔널 토너먼트에서 소캘 글로리를 위하여 출연하였다.

## 스테로이드
2005년 칸세코는 자신이 쓴 책 《Juiced:Wild Times, Rampant 'Roids, Smash Hits & How Baseball Got Big》에서 호르헤 델가도, 다마소 모레노, 마누엘 콜라도와 함께 단백동화 스테로이드를 복용한 것을 인정하였다. 칸세코는 경기에서 많은 선수들에 의하여 논쟁된 메이저 리그 선수들의 85 퍼센트가 약물을 사용하였다고 주장하였다. 책에서 칸세코는 스테로이드 복용한 선수들로서 자신의 전 동료 선수들 마크 맥과이어, 라파엘 팔메이로, 제이슨 잠비, 이반 로드리게스와 후안 곤살레스를 명확히 증명하였다. 대배심이 BALCO 사건을 조사하기 전에 잠비가 증언에서 스테로이드 복용에 인정했어도 책에서 임명된 선수들의 대부분은 시초적으로 스테로이드 복용을 부인하였고 2010년 1월 11일 맥과이어는 스테로이디 복용에 공고를 인정하였다.
스포츠에서 스테로이드의 주제에 도청에서 팔메이로는 단언적으로 단백동화 스테로이드 복용을 부인하였다. 2005년 8월 1일 팔메이로는 스테로이드를 위하여 실증된 후 메이저 리그 베이스볼에서 10일간 정직당하였다.
2007년 12월 13일 칸세코와 호르헤 델가도는 미첼 리포트에서 인용되었다. 12월 20일 칸세코는 스테로이드 복용자로서 제이슨 그림슬리의 인증되지 않은 선서 진술서에 이름이 올려졌다. 칸세코와 그림슬리는 2000년 뉴욕 양키스에 동료였다.
12월 30일 칸세코가 그의 책의 속편으로 처리에 도달하였다고 공고되었다. 속편은 2008년 오프닝 데이에 의하여 서점들을 친 《Vindicated》이다. 이 책은 칸세코에 의하여 제안되면서 알렉스 로드리게스와 앨버트 벨에 정보를 가졌다.
2012년 스포츠넷 인터뷰 기사에서 칸세코는 단백동화 스테로이드 없이 자신의 단 하나의 시즌들 중의 하나는 이혼의 진행에 있던 이유로 1998년 토론토 블루제이스와였다고 말하였다.

## 야구 외부의 활동
아직도 선수 생활을 하는 동안에 그는〈심슨 가족〉과 〈내시 브리지스〉에 특별 출연하였다. 그의 은퇴 이래 그는 〈데이비드 레터맨쇼〉, 〈60분〉,〈도니 듀치와 빅 아이디어〉, 〈하워드 스턴〉, 〈지미 키멜 라이브!〉, 〈CMI:크리스 마이어스 인터뷰〉등에 나왔다. 2003년 그는 데니스 로드먼과 매직 존슨과 함께 현실적 TV 특집 〈스트리퍼스 볼:제나 제임슨〉에 나왔다.
2007년 그는 6개의 명예의 전당 투표들을 받았다. 이 일은 비밀 투표의 1.1 퍼센트를 위하여 세어져 다른 해를 위하여 비밀 투표에 머무는 데 한계의 필요에 5 퍼센트를 도달하는 데 실패하였다. 하지만, 그는 베이스볼 베테랑 위원회의 명예의 전당으로 선출될 수 있었다.
2008년 필라델피아의 스포츠 캐스터이자 전 NFL 미식축구 선수 바이 시카헤마는 3만 달러를 위하여 싸우는 데 칸세코로부터 도전을 받아들였다. 시카헤마가 슈거 레이 레너드에 의하여 수상된 골든 글로브 토너먼트에서 싸우는 동안에 칸세코는 쿵후와 태권도에서 검은띄를 얻는 데 주장하였다. 결투는 7월 12일 애틀랜틱시티에 있는 버니 로빈스 스타디움에서 열렸다. 5 피트 9 인치(1.75m)의 시카헤마는 첫 라운드에서 6 피트 4 인치(1.93m)의 칸세코를 쓰러뜨렸다.
2009년 11월 6일 칸세코는 펜실베이니아주 애스턴타운십에서 라디오 명사이자 전 어린이 배우 대니 모나듀스를 싸웠으며, 3라운드 매치는 다수의 비김으로 끝났다.
칸세코는 태권도와 가라데에서 검은띄를 보유하고 무에타이를 연습하는 데 주장함은 물론, 자신을 "쌍절곤과 함께 한 숙련가"로 묘사하였다. 그는 5월 26일 드림 9에서 자신의 종합격투기 데뷔를 하여 드림스 수퍼 헐크 토너먼트의 일부로서 7 피트 2 인치(2.18m)의 킥복서이자 수시의 종합격투기 선수 최홍만을 상대로 첫 라운드에서 패하였다.
11월 6일 칸세코는 매사추세츠주 스프링필드에서 열린 명사 권투 연맹의 한판 승부에서 토드 풀턴을 꺾었다. 2010년 12월로 봐서 그는 메츠의 총지배인 샌디 앨더슨에 의한 봄 훈련으로 초대를 받는 희망들에서 트위터 캠페인을 발포하였다.
2011년 3월 6일을 시작하며 칸세토는 〈명사의 도제〉에 경쟁자였다. 그는 부친의 병든 건강을 인용하여 4월 3일에 쇼를 그만 두었다. 칸세코는 후에 자신이 쇼를 떠난 후 곧 부인이 사망하였다고 트위터에 공고하였다. 그는자신의 자선인 베이스볼 보조 팀을 위하여 2만 5천 달러를 벌었다.
최근에 레인 패토티와 에드워드 스토니 랜던은 작은 타운의 스포츠 리그들로 놓인 전 프로 선수들에 기초를 둔 실제의 쇼 개념을 끝냈다. TMZ은 칸세코가 현재 "자신 소유의 리그" 쇼에서 스타들에게 이야기한다고 보고하였다.
2013년 5월 칸세코는 댄 리커트에 의한 소설 《Air Force Gator 2:Scales of Justice》로 머리말을 마련하였다. 거기서 그는 알콜 중독의 조종사가 자신의 인생을 위하여 약하게 숨겨진 은유에 관한 것이라고 주장하였다.
2014년 10월 28일 칸세코는 라스베이거스에 있는 저택에서 자신의 총을 닦으려고 시도하는 동안에 잘못으로 자신의 왼손을 쏘아 손가락들 중의 하나에 부상을 입혔다. 수술을 받은 후에 그는 손의 완전한 사용을 회복할 수 있었다.
1. ↑  박승현 (2014년 11월 11일). “호세 아브레유, 만장일치로 AL 신인왕 수상”. OSEN. 2022년 10월 18일에 확인함.
2. ↑  국재환 (2017년 9월 23일). “'시즌 39호' 벨린저, SF전 역전 3점포…NL 신인 최다 홈런”. 엠스플뉴스. 2022년 10월 18일에 확인함.
3. ↑  김희준 (2019년 8월 19일). “알론소, NL 신인 최초 40홈런…이전기록 벨린저 SNS 축하”. 뉴시스. 2022년 10월 18일에 확인함.